# Matsumuraja rubiphila
Matsumuraja rubiphila är en insektsart som beskrevs av Takahashi, R. 1965. Matsumuraja rubiphila ingår i släktet Matsumuraja och familjen långrörsbladlöss. Inga underarter finns listade i Catalogue of Life.